# Họ Hồng xiêm

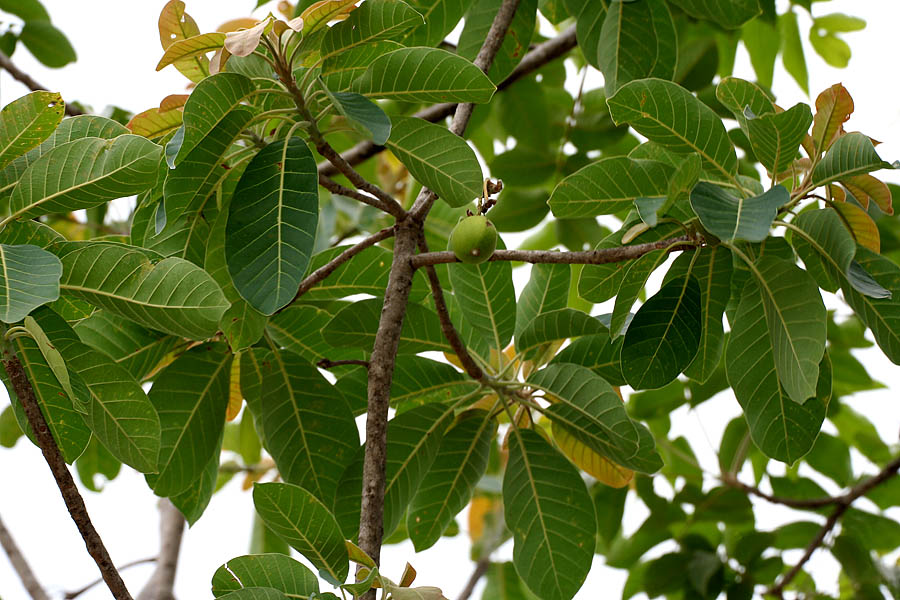
Madhuca longifolia var. latifolia tại Narsapur, Ấn Độ.

Họ Hồng xiêm (danh pháp khoa học: Sapotaceae) là một họ thực vật hạt kín thuộc về bộ Âu thạch nam. 
Hệ thống Cronquist năm 1981 và hệ thống Dahlgren xếp họ này trong bộ Ebenales.
Họ này bao gồm khoảng 1.100 loài cây gỗ hay cây bụi thường xanh, phân bố trong khoảng 53-57 chi (35-75, phụ thuộc vào định nghĩa chi). Họ này phân bố rộng khắp vùng nhiệt đới.
Nhiều loài trong họ này có quả ăn được và/hoặc có giá trị kinh tế khác. Các loài đáng chú ý vì quả ăn được như hồng xiêm (Manilkara zapota), Manilkara chicle, vú sữa (Chrysophyllum cainito), các loài trong chi Pouteria (như Pouteria caimito, Pouteria campechiana, lê ki ma (Pouteria lucuma), Pouteria sapota, Vitellaria paradoxa (shea) và Sideroxylon australe (mận thổ dân Australia). Shea (shi trong một số phương ngữ tại Tây Phi) cũng là nguồn cung cấp quả nhiều dầu, nguồn gốc của loại "bơ shea" ăn được và nó là nguồn cung cấp lipid chính cho nhiều bộ lạc ở châu Phi cũng như được sử dụng trong hóa mĩ phẩm và dược phẩm truyền thống và phương Tây. Loài cây thần kỳ (Synsepalum dulcificum) cũng thuộc họ Sapotaceae.
Các loài cây trong chi Palaquium (chây, xay đào), đặc biệt là từ loài xay đào mủ (Palaquium gutta), sinh ra một loại nhựa mủ quan trọng có ứng dụng rộng rãi, nhất là trong nha khoa hay trong việc sản xuất lớp vỏ bọc cách điện cho các loại cáp ngầm dưới biển.
Hạt của loài Argania spinosa (L.) Skeels chứa dầu ăn được, gọi là dầu Argan, được thu hoạch nhiều tại Maroc.
Tên gọi của họ này có nguồn gốc từ zapote, tên gọi trong tiếng Mexico (có nguồn gốc từ tiếng Nahuatl "tzapotl") để chỉ một trong các loài cây và được Linnaeus La tinh hóa thành sapota, một tên gọi khoa học hiện nay coi là đồng nghĩa của chi Manilkara.

## Đặc điểm
Họ này chứa các loài cây gỗ và cây bụi có nhựa mủ. Ưa ẩm vừa phải. Lá đơn thường xanh; mọc so le hay vòng (mọc đối ở Sarcosperma); bóng như da; có cuống lá; không vỏ bao. Phiến lá nguyên; gân lá lông chim; gân nhỏ vắt chéo. Chủ yếu không lá kèm, hiếm thấy có lá kèm (như ở Sarcosperma). Mép phiến lá nguyên. Hoa lưỡng tính, mọc đơn độc hay thành cụm hoa dạng xim hay chùy hoa. Đơn vị cụm hoa tận cùng dạng xim. Cụm hoa mọc ở nách lá (đôi khi trên các cành già). Hoa có lá bắc, với kích thước thường nhỏ hay trung bình; cân đối (chủ yếu) hoặc đôi khi hơi không cân đối tới rất không cân đối. Bao hoa với đài hoa và tràng hoa riêng biệt; 6–16(–20); 2 vòng hoặc 3 vòng; đẳng số. Đài hoa 4 hay 5-6 hoặc 8; 1 vòng (khi đó là 5), hoặc 2 vòng (khi đó 2+2, 3+3 hay 4+4); nhiều lá đài; khi một vòng thì xếp lợp. Tràng hoa 3–6, hoặc 8-10; 1 vòng hoặc 2 vòng (và đôi khi có vẻ là 2 vòng, mặc dù các thùy của vòng duy nhất mang các phần phụ ở lưng giống như chính chúng); có phần phụ (với các phần phụ ở lưng trên các thùy) hoặc không phần phụ; cánh hoa hợp; xếp lợp.
Bộ nhị 4–15 (Sarcosperma là 10). Các phần của bộ nhị hợp sinh (với ống tràng); rời nhau; 1–3 vòng. Bộ nhị có thể chỉ bao gồm các nhị sinh sản tới bao gồm cả các nhị lép (vòng ngoài, vòng đối lá đài khi có mặt thường chỉ gồm nhị lép). Nhị lép 2 hoặc 3-4-5; khi có mặt thì nằm bên ngoài các nhị sinh sản; dạng cánh hoa hoặc không. Nhị 4–15; đẳng số với bao hoa, hoặc gấp đôi hay gấp ba; mọc so le hay đối với lá đài; đối diện với các phần của tràng hoa hoặc cả so le lẫn đối diện với các phần của tràng hoa. Các bao phấn nứt theo khe nứt dọc; nói chung hướng ngoài; dạng 4 túi bào tử. Các hạt phấn hoa có 3–4(–6) khe hở dọc; 2-ngăn (Calocarpum) hoặc 3 ngăn (Bumelia, Dipholis).
Bộ nhụy 1-(2–)4–14(–30) lá noãn. Các lá noãn đẳng số với bao hoa, hoặc tăng về lượng tương đối so với bao hoa (nói chung gấp đôi số lượng của một vòng nhị lép), riêng chi Sarcosperma thì giảm về lượng tương đối so với bao hoa với chỉ 1-2 lá noãn. Nhụy 1-(2–)4–14(–30) ngăn. Bộ nhụy dạng quả tụ; quả tụ thật; thượng. Bầu nhụy 1-(2–)4–14(–30) ngăn. Nhụy 1; mỏng dần đi từ bầu nhụy; ở đỉnh. Vòi nhụy 1; kiểu khô; có nhũ. Kiểu đính noãn trụ hay trụ tới gốc (Sarcosperma là gốc tới vách khi 1 ngăn và gốc tới đỉnh khi 2 ngăn). Noãn 1 trên mỗi ngăn; bán ngược tới ngược (Sarcosperma là xuôi tới ngược); đơn vỏ bọc; mỏng nhân. Túi phôi phát triển kiểu Polygonum. Các nhân ở cực hợp lại trước khi thụ tinh. Không hình thành các tế bào đối cực (ba nhân nhanh chóng thoái hóa). Hai tế bào nằm cạnh tế bào trứng có móc. Kiểu hình thành nội nhũ là dạng nhân.
Quả dày cùi thịt; không nứt, dạng quả mọng (mặc dù cùi thịt đôi khi là dạng cương mô ở gần mé ngoài), riêng Sarcosperma là quả hạch. Hạt có nội nhũ hoặc không. Nội nhũ chứa dầu. Hạt với tinh bột hoặc không. Phôi phân biệt rõ. Lá mầm 2 (lớn, mỏng, phẳng, riêng Sarcosperma thì dày). Phôi không chứa diệp lục.

## Phân bố và tiến hóa
Họ này có sự phân bố rộng khắp vùng nhiệt đới. Họ này có lẽ có bắt nguồn khoảng 100 triệu năm trước, và có lẽ tại khu vực Đông Nam Á. Các hóa thạch phấn hoa phát hiện được tại châu Âu vào khoảng thế Paleocen và tại châu Âu và Bắc Mỹ vào đầu thế Eocen (khoảng 50 Ma) chỉ ra rằng họ này đã từng rất phổ biến tại đây. Tại Việt Nam hiện nay ghi nhận khoảng 16 chi và 40 loài.
Bartisch và ctv. (2011) thảo luận về địa sinh học lịch sử của phân họ Chrysophylloideae, và thấy rằng phát tán khoảng cách xa là thống lĩnh khi giải thích sự phân bố hiện tại của nhóm. Sự đa dạng hóa ban đầu có lẽ đã xảy ra tại châu Phi trong khoảng thời gian tương ứng với tầng Champagne (83-73 Ma), mặc dù có sự đa dạng hóa lớn hơn trong phân họ này xảy ra trong thời gian thuộc kỷ đệ Tam. Rất có thể là các thành phần thuộc quần thực vật Australia của phân họ này đã đến từ châu Mỹ thông qua cầu đất liền Nam Cực. Niên đại xác định trong Chrysophylloideae gợi ý rằng nhánh Niemeyera (chủ yếu tại New Caledonia) đã vươn tới đảo này vào nửa sau của thế Oligocen. Ở chi Sideroxylon (phân họ Sapotoideae) dường như đã có sự lai ghép cổ đại khoảng 43-36,6 Ma giữa nhánh về cơ bản thuộc châu Phi với nhánh về cơ bản thuộc châu Mỹ và sự phân bố của các loài còn hiện hữu là kết quả của khí hậu lạnh đi vào cuối thế Eocen. Các hậu duệ được tách ra thành chi Nesoluma (3 loài) và được tìm thấy trên các đảo còn rất trẻ trong Thái Bình Dương, có thể đã từng bền bỉ nhảy từ đảo này sang đảo khác kể từ đó; đối với các đơn vị phân loại khác có hành vi tương tự, xem các chi Hillebrandia (họ Begoniaceae), Psiloxylon (họ Myrtaceae) v.v..

## Phân loại
Họ Sapotaceae được Antoine Laurent de Jussieu lập ra năm 1789 như là "Sapotae" công bố trong Genera Plantarum số 151. Chi điển hình của họ này là Sapota Mill., 1754, ngày nay được coi là từ đồng nghĩa của Manilkara Adans., 1763. Các từ đồng nghĩa cho Sapotaceae Juss. là: Achradaceae Vest, Boerlagellaceae H. J. Lam, Bumeliaceae Barnhart, Sarcospermataceae H. J. Lam, nom. cons.. GRIN (Germplasm Resources Information Network) chia họ này ra như sau:
- Phân họ Chrysophylloideae
- Phân họ Sapotoideae
  - Tông Sapoteae
  - Tông Sideroxyleae
- Phân họ Sarcospermatoideae

Phân loại dưới đây lấy theo Pennington (1991), với các chỉnh sửa sau đó, hơi khác một chút so với phân loại của GRIN:
- Phân họ Sarcospermatoideae Swenson & Anderberg, 2005, đồng nghĩa: Sarcospermataceae H. J. Lam: 1 chi ở miền đông nam châu Á và các đảo của Indonesia.
  - Sarcosperma Hook. f. (bao gồm cả Apoia, Bracea): 6-11 loài. Tại Việt Nam có 5 loài nhục tử, sến nạc, hồng đạt.
- Chi Eberhardtia Lecomte: Khoảng 3 loài, tất cả đều có ở Việt Nam. Các tên gọi tại đây là mắc niễng, cồng sữa, ba ra vàng, bà na, ba na. Vị trí không chắc chắn, có thể xếp trong Sarcospermatoideae hoặc Sapotoideae, tùy theo từng tác giả. Một số nghiên cứu gần đây lại ghi nhận Eberhardtia như là nhóm chị-em với phần còn lại của họ này.[14][15]
- Phân họ Sapotoideae Eaton, 1836, đồng nghĩa: Achradaceae Vest, Boerlagellaceae H. J. Lam, Bumeliaceae Barnhart: Có khoảng 27-29 chi và khoảng 543 loài. Nhìn chung, phân họ này có sự phân bố liên nhiệt đới: khoảng 300 loài trong vùng ven Thái Bình Dương-Ấn Độ Dương, khoảng 150 loài ở châu Phi và tại Tân thế giới là khoảng 75 loài.
  - Tông Sapoteae Rchb., 1837; đồng nghĩa: Mimusopeae Hartog, 1879
    - Autranella A. Chev.[16]: 1 loài (Autranella congolensis (De Wild.) A. Chev.).
    - Baillonella Pierre: 1 loài (Baillonella toxisperma Pierre).
    - Faucherea Lecomte[16]: Khoảng 11 loài đặc hữu Madagascar.
    - Inhambanella (Engl.) Dubard (bao gồm cả Kantou): Khoảng 2 loài.
    - Labourdonnaisia Bojer: Khoảng 7 loài.
    - Labramia A. DC.[16] (bao gồm cả Delastrea): Khoảng 10 loài.
    - Letestua Lecomte (bao gồm cả Pierreodendron): 1 loài (Letestua durissima (A. Chev.) Lecomte)
    - Manilkara Adans.[16] (bao gồm cả Achras, Chiclea, Eichleria, Mahea, Manilkariopsis, Mopania, Murianthe, Muriea, Murieanthe, Nispero, Northiopsis, Sapota, Shaferodendron, Stisseria, Synarrhena): Khoảng 80 loài. Tại Việt Nam có 3 loài găng, viết, hồng xiêm (sa pô chê, tầm lức).
    - Mimusops L.[16] (bao gồm cả Abebaia, Binectaria, Elengi, Imbricaria, Kaukenia, Phlebolithis, Radia, Semicipium): Khoảng 45-50 loài. Tại Việt Nam có 1 loài sến xanh, sến cát, sến, viết.
    - Neolemonniera Heine (bao gồm cả Le-Monniera): Khoảng 3 loài.
    - Tieghemella Pierre[16] (bao gồm cả Dumoria): Khoảng 2 loài.
    - Vitellaria C. F. Gaertn. (bao gồm cả Butyrospermum): 1 loài (Vitellaria paradoxa).
    - Vitellariopsis Baill. ex Dubard[16] (bao gồm cả Austromimusops): Khoảng 5 loài.

  - Tông Isonandreae T.D.Penn., 1991
    - Aulandra H. J. Lam: Khoảng 3 loài trên đảo Borneo.
    - Burckella Pierre (bao gồm cả Cassidispermum, Chelonespermum, Schefferella): Khoảng 13 loài.
    - Diploknema Pierre (bao gồm cả Mixandra): Khoảng 7 loài.
    - Isonandra Wight: Khoảng 10 loài.
    - Madhuca Ham. ex J. F. Gmel.[16] (bao gồm cả Aesandra, Aisandra, Azaola, Bassia, Cacosmanthus, Dasillipe, Dasyaulus, Ganua, Illipe, Kakosmanthus, Vidoricum): Khoảng 110 loài. Tại Việt Nam có 10 loài sến, viết, chên, xikia, mù cua, mò cua, xà com, xưng đào, săng đào.
    - Northia Hook. f.[16] (bao gồm cả Northea): 1 loài (Northia seychellana Hook.) duy nhất trên đảo Seychelles.
    - Palaquium Blanco[16] (bao gồm cả Croixia, Dichopsis, Galactoxylon, Treubella): Khoảng 120 loài tại khu vực Malesia. Tại Việt Nam có 5 loài chây, giao mộc, xay đào, cốt.
    - Payena A. DC.[16] (bao gồm cả Ceratephorus, Hapaloceras, Keratephorus): Khoảng 20 loài. Tại Việt Nam có 1 loài cà tá.

  - Tông Glueminae T.D. Penn., 1991: Gluema không được thử nghiệm trong Smedmark et al. (2006) do thiếu vật liệu mẫu.[17] Do đó, tông này lấy theo Pennington (1991), ngoại trừ những chi được Smedmark et al. (2006) đưa vào các tông khác. Tuy nhiên, các tác giả cũng nhận thấy Lecomtedoxa có lẽ thuộc Sapotoideae ở vị trí không chắc chắn (incertae sedis), vì thế trong bài này nó vẫn được giữ lại trong tông này để chờ phân tích thêm.
    - Gluema Aubrév. & Pellegr.: Khoảng 2 loài.
    - Lecomtedoxa (Pierre ex Engl.) Dubard (bao gồm cả Nogo, Walkeria): Khoảng 5 loài.

  - Tông Tseboneae L.Gaut. & Naciri, 2013[18]
    - Bemangidia L. Gaut., 2013: 1 loài (Bemangidia lowryi) ở Madagascar.
    - Capurodendron Aubrév.[19]: 23 loài.
    - Tsebona Capuron: 1 loài (Tsebona macrantha Capuron) ở Madagascar.

  - Tông Sideroxyleae Small, 1933: Với chỉ 1 hoặc 3 chi và 80 loài với một khu vực phân bố đứt đoạn trong vùng nhiệt đới. Tại châu Phi đại lục có 4 loài, tại Madagascar 6 loài, trên quần đảo Mascarene 8 loài, các đảo khác của Ấn Độ Dương 3 loài, Macaronesia 2 loài, ở Đông Nam Á 3 loài, ở miền nam Hoa Kỳ 9 loài, ở Trung Mỹ (bao gồm cả Mexico) 28 loài, 24 loài trên các đảo trong khu vực Caribe, ở Nam Mỹ và các đảo Thái Bình Dương 3 loài trong 3 chi. Các loại quả chủ yếu là thức ăn cho các loài linh trưởng và các loài chim ăn hạt, và vì thế hạt được phát tán. Điều này cũng giải thích sự phân bố rộng khắp của các đơn vị phân loại trên một số hải đảo.
    - Argania Roem. & Schult. (bao gồm cả Verlangia): 1 loài (Argania spinosa (L.) Skeels). Loài này có sự phân bố rộng khắp, không những tại các khu vực khô cằn hay bán khô cằn, mà còn trong các khu rừng mưa, đặc biệt là tại Tân nhiệt đới và các đảo trong Ấn Độ Dương, bao gồm cả Madagascar. Nghiên cứu năm 2014 của Stride et al. gộp nó vào Sideroxylon.[20]
    - Nesoluma Baill.: Coi là thuộc chi Sideroxylon[8].
    - Sideroxylon L.: (bao gồm cả Apterygia, Auzuba, Bumelia, Calvaria, Cryptogyne, Decateles, Dipholis, Edgeworthia, Lyciodes, Mastichodendron, Monotheca, Reptonia, Robertia, Roemeria, Sclerocladus, Sclerozus, Sinosideroxylon, Spondogona, Tatina): Khoảng 75 loài. Tại Việt Nam có khoảng 6 loài (1 loài bù miên coi là xếp trong chi Bumelia và 5 loài mai lai, sến đất, mạy lai xếp trong chi Sinosideroxylon).
- Phân họ Chrysophylloideae Luersson, 1882[21]: Khoảng 25-27 chi và 550 loài, phân bố rộng khắp vùng nhiệt đới.
  - Tông Chrysophylleae
    - Aubregrinia Heine (bao gồm cả Endotricha): 1 loài (Aubregrinia taiensis (Aubrév. & Pellegr.) Heine) ở Liberia, Bờ Biển Ngà và Ghana.
    - Breviea Aubrév. & Pellegr. (1 loài Breviea sericea Aubrév. & Pellegr.) ở vùng nhiệt đới châu Phi.
    - Chromolucuma Ducke: 2 loài.
    - Chrysophyllum L. (bao gồm cả Achrouteria, Austrogambeya, Cainito, Chloroluma, Cornuella, Cynodendron, Dactimala, Donella, Fibocentrum, Gambeya, Gambeyobotrys, Guersentia, Martiusella, Nycterisition, Nycteristion, Prieurella, Ragala, Villocuspis): Khoảng 80 loài. Tại Việt Nam có 3 loài vú sữa, săng sáp, sơn xã, sạp với 1 loài thường xếp trong chi Donella.
    - Delpydora Pierre: 2 loài.
    - Ecclinusa Mart. (bao gồm cả Passaveria): Khoảng 11 loài.
    - Elaeoluma Baill. (bao gồm cả Gymnoluma): Khoảng 4 loài.
    - Englerophytum K. Krause (bao gồm cả Bequaertiodendron, Boivinella, Neoboivinella, Pseudoboivinella, Tisserantiodoxa, Wildemaniodoxa, Zeyherella): Khoảng 14 loài.
    - Leptostylis Benth. (bao gồm cả Heteromera): Khoảng 8 loài.
    - Micropholis (Griseb.) Pierre (bao gồm cả Crepinodendron, Meioluma, Paramicropholis, Platyluma, Sprucella, Stephanoluma): Khoảng 38 loài.
    - Pradosia Liais (bao gồm cả Glycoxylon, Neopometia, Pometia): Khoảng 24 loài.
    - Pichonia Pierre (bao gồm cả Arnanthus, Epiluma, Rhamnoluma): Khoảng 8 loài.
    - Pouteria Aubl. (bao gồm cả Achradelpha, Aningeria, Barylucuma, Beauvisagea, Beccarimnia, Blabea, Blabeia, Boerlagella, Calocarpum, Calospermum, Caramuri, Chaetocarpus, Daphniluma, Discoluma, Dithecoluma, Eglerodendron, Englerella, Eremoluma, Fontbrunea, Franchetella, Gayella, Gomphiluma, Guapeba, Hormogyne, Ichthyophora, Krausella, Krugella, Labatia, Leioluma, Lucuma, Maesoluma, Malacantha, Microluma, Myrsiniluma, Myrtiluma, Nemaluma, Neolabatia, Neoxythece, Ochroluma, Oxythece, Paralabatia, Peteniodendron, Piresodendron, Pleioluma, Podoluma, Poissonella, Prozetia, Pseudocladia, Pseudolabatia, Pseudoxythece, Radlkoferella, Richardella, Sandwithiodoxa, Siderocarpus, Syzygiopsis, Urbanella, Woikoia, Wokoia): Khoảng 224-333 loài (khi gộp cả Planchonella). Tại Việt Nam có 1 loài trứng gà, lê ki ma, lu cu ma (Pouteria lucuma).
    - Các chi sau đây có thể coi là độc lập hoặc coi là đồng nghĩa của chi Pouteria.
      - Beccariella Pierre = Pleioluma (Baill.) Baehni
      - Planchonella Pierre (bao gồm cả Albertisiella, Bureavella, Iteiluma, Peuceluma, Pyriluma): 109 loài khi xếp riêng. Tại Việt Nam người ta xếp 4 loài tăm chạc, gián, nhạn, chỏi, mộc, mộc tê, hoa mộc vào chi này.
      - Sersalisia R. Br.
      - Van-royena Aubrév., 1963 (1 loài Van-royena castanosperma (C.T.White) Aubrév., 1963).

    - Pycnandra Benth. (bao gồm cả Achradotypus, Chorioluma, Jollya, Tropalanthe): Khoảng 10 loài.
    - Sarcaulus Radlk.: Khoảng 6 loài.
    - Spiniluma (Baillon) Aubréville: 2 loài (S. discolor, S. oxyacanthum). Tách ra từ Sideroxylon.[20]
    - Synsepalum (A. DC.) Daniell (bao gồm cả Afrosersalisia, Bakeriella, Bakerisideroxylon, Pachystela, Pseudopachystela, Rogeonella, Stironeuron, Stironeurum, Tulestea, Vincentella): Khoảng 35 loài.
    - Xantolis Raf.: Khoảng 14 loài. Tại Việt Nam có 7 loài với các tên gọi như găng, ma dương, sao trai, dau ka diệu, sến găng, chéo, ko to, cheo.

  - Tông Omphalocarpeae
    - Magodendron Vink: Khoảng 2 loài.
    - Omphalocarpum P. Beauv. (bao gồm cả Ituridendron, Vanderystia): Khoảng 27 loài.
    - Tridesmostemon Engl. (Nzidora): Khoảng 2 loài.

  - Không xếp trong tông nào
    - Diploon Cronquist: 1 loài (Diploon cuspidatum (Hoehne) Cronquist).
    - Neohemsleya T. D. Penn.[19]: 1 loài (Neohemsleya usambarensis T. D. Penn.) trong dãy núi Usambara ở Tanzania.
    - Niemeyera F. Muell. (bao gồm cả Amorphospermum, Corbassona, Ochrothallus, Sebertia, Trouettia): Khoảng 20 loài.

Bên cạnh đó GRIN còn ghi nhận 2 chi là Rostellaria C. F. Gaertn (= Sideroxylon L.) và Sarcorhyna C. Presl, nhưng không có thêm thông tin gì.

## Quan hệ phát sinh chủng loài
Chi Sarcosperma có quan hệ chị em với phần còn lại của họ. Hạt của nó có vỏ ngoài bóng, mặc dù không dày như của phần lớn các loài khác trong họ Sapotaceae, và cũng có sẹo rốn hạt dễ thấy. Chi này được Pennington đặt trong tông Sideroxyleae.
Trong phạm vi họ này có hai nhánh chính là (Isonandreae + Mimusopeae + Sideroxyleae) và (Chrysophylleae + Omphalocarpeae). Chi Xantolis có thể có quan hệ chị em với nhánh thứ hai. Trong phân tích tổ hợp phân tử + hình thái và sau sự lượng giá kế tiếp thì ba nhánh đã được công nhận, với nhánh cuối vẫn chỉ có sự hỗ trợ vừa phải (79% trong tái lẫy mẫu theo phương pháp dao xếp) do sự đưa vào của chi Xantolis (phần còn lại của nhánh này khi loại nó ra có mức hỗ trợ 97%). Ba nhánh này được công nhận chính thức như là các phân họ liệt kê trên đây, là Sarcospermatoideae (chi Sarcosperma), Sapotoideae (Isonandreae + Mimusopeae + Sideroxyleae) và Chrysophylloideae (Chrysophylleae + Omphalocarpeae), trong đó Sapotoideae bao gồm các tông Sapoteae và Sideroxyleae cũng như 2 hay ba nhánh chưa được đặt tên. Các đặc trưng hình thái là tương đồng do tiến hóa hội tụ rất cao, cao hơn so với các dữ liệu phân tử, và các đặc trưng cho các phân họ khó có thể nêu ra. Smedmark và ctv. (2006) nêu ra các đặc trưng tiến hóa và các mối quan hệ trong phạm vi phân họ Sapotoideae. Kết quả nghiên cứu của họ chỉ ra rằng 2 đơn vị phân loại trước đây cho là thuộc phân họ Sapotoideae là không thuộc về nhóm này. Loài Eberhardtia aurata là chị em với hai nhánh chính của họ Sapotaceae, nghĩa là có quan hệ chị em với cả hai phân họ Chrysophylloideae và Sapotoideae, còn Neohemsleya usambarensis thì thuộc về phân họ Chrysophylloideae. Trong phạm vi phân họ Sapotoideae thì hai nhánh Sideroxyleae và Sapoteae có sự hỗ trợ mạnh. Phân tích Bayes về đặc trưng lịch sử của một vài đặc điểm hình thái hoa chỉ ra rằng kiểu tổ tiên của hoa trong phân họ Sapotoideae có thể được nêu đặc trưng bằng các phần của hoa (lá đài, cánh hoa, nhị và nhị lép) mọc thành 1 vòng mẫu 5, các thùy tràng hoa nguyên, và hạt với một rốn hạt hướng trục. Swenson và ctv. thảo luận về các giới hạn chi trong các loài có tại khu vực Australasia của phân họ Chrysophylloideae (tổng thể là đơn ngành), cụ thể là sự sửa đổi các ranh giới chi cho các phức hợp Pouteria và Niemeyera, trong đó 4 sự chia tách của chi Pouteria (Beccariella, Planchonella, Sersalisia và Van-royena) được phục hồi. Bốn sự chia tách khác (Albertisiella, Bureavella, Iteiluma và Pyriluma) bị loại bỏ. Chi Niemeyera được định nghĩa lại như là chi nhỏ hơn, chỉ hạn chế tại Australia. Các giới hạn chi trong nhóm chị em với Niemeyera vẫn chưa rõ ràng, là nhóm bao gồm Leptostylis và Pycnandra. Ngoài ra, Van-royena có thể có nguồn gốc từ sự kiện lai ghép liên chi. Các tác giả đề xuất sự chia tách các chi Aningeria, Malacantha (từ Pouteria) và Martiusella cũng như Donella và Gambeya (từ Chrysophyllum), nhưng các định nghĩa cho các chi này vẫn chưa rõ. Một loài, Chrysophyllum cuneifolium, có thể có nguồn gốc lai ghép giữa các châu lục trong đó bộ gen dòng mẹ (cpDNA) đến từ Nam Mỹ còn bộ gen nhân đến từ châu Phi.
Về các mối quan hệ trong nhóm đơn ngành của khoảng 80 loài thuộc phức hợp Pouteria tại New Caledonia, xem Bartisch và ctv. (2005). Chi Pouteria nghĩa Pennington là đa ngành). Xem Swenson và ctv. (2007b) để có chi tiết về chi Planchonella, và Swenson và ctv. (2008c) về nhóm chị em của nó, chủ yếu là phức hợp Niemeyera tại New Caledonia. Các giới hạn chi đã từng rất hay thay đổi trong họ Sapotaceae: "thật khó hiểu tại sao hai tác giả làm việc với cùng một họ lại có thể đưa ra các kết luận khác xa nhau đến như vậy", nhưng bản thân Pennington (1991) đã giúp làm sáng tỏ mọi thứ một chút và các dữ liệu phân tử hiện đang cung cấp thêm thông tin. Các giới hạn nhánh, chẳng hạn như trong số các loài thuộc New Caledonia của họ Sapotaceae hiện nay đã trở nên rõ ràng đủ để các loài có thể được miêu tả trong các chi phù hợp.
Về phát sinh chủng loài của tông Sideroxyleae, xem nghiên cứu của Smedmark và Anderberg (2007), trong đó các tác giả cho rằng định nghĩa của chi Sideroxylon nên được sửa lại để gộp cả hai chi nhỏ là Argania và Nesoluma, với cả hai chi này đã tiến hóa từ các tổ tiên có trong Sideroxylon, và rằng loài Sideroxylon oxyacanthus không thuộc về chi Sideroxylon mà là một họ hàng gần của Xantolis trong phân họ Chrysophylloideae.

## Hình ảnh

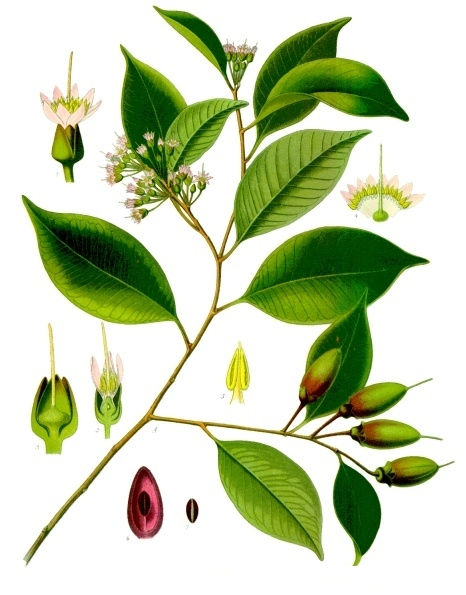
Hình minh họa Payena leeri.
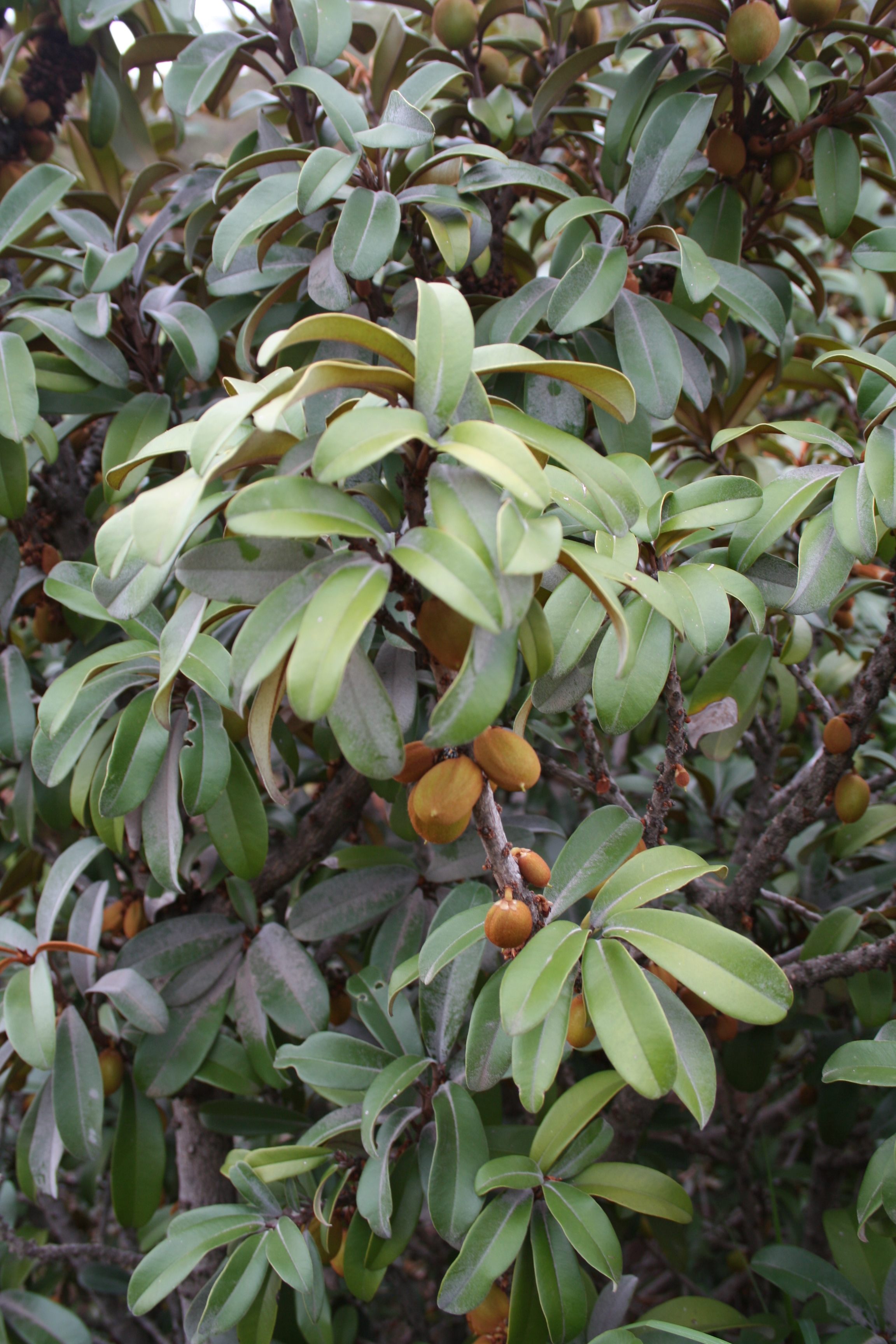
Cành với lá và quả của Englerophytum magalismontanum.
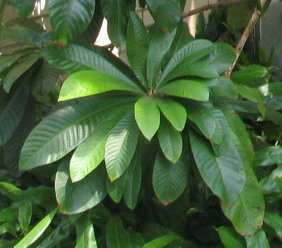
Cành với lá của Pouteria sapota.
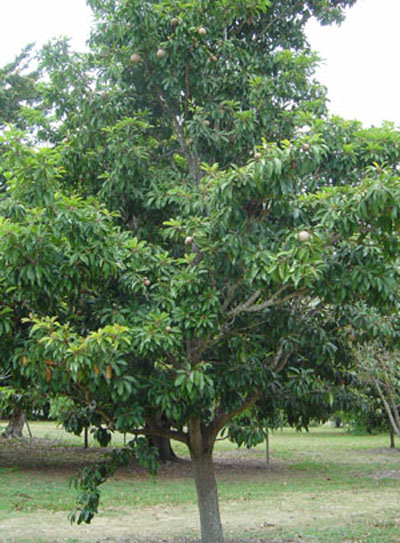
Môi trường sống của hồng xiêm (Manilkara zapota).
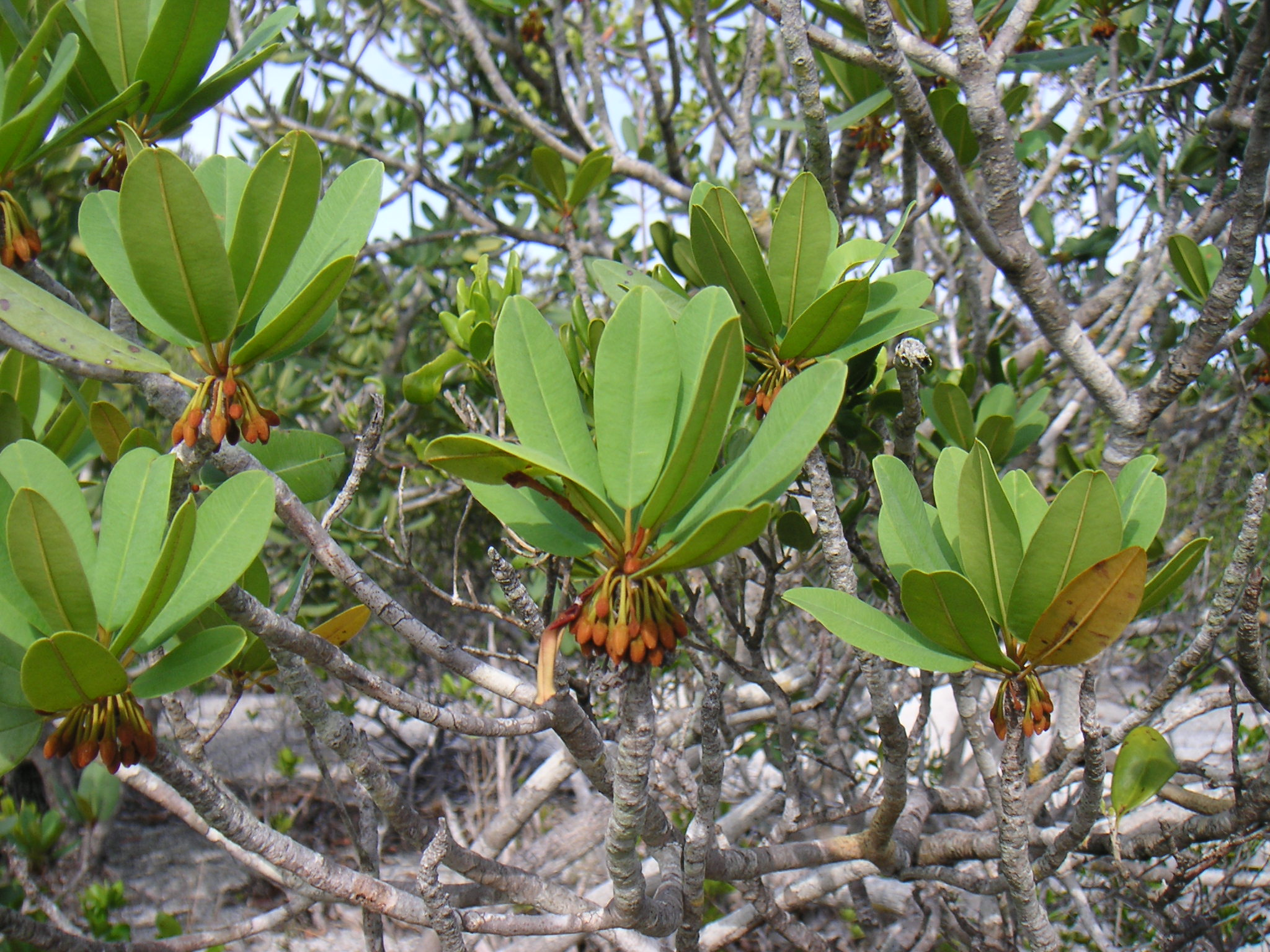
Manilkara jaimiqui subsp. emarginata.
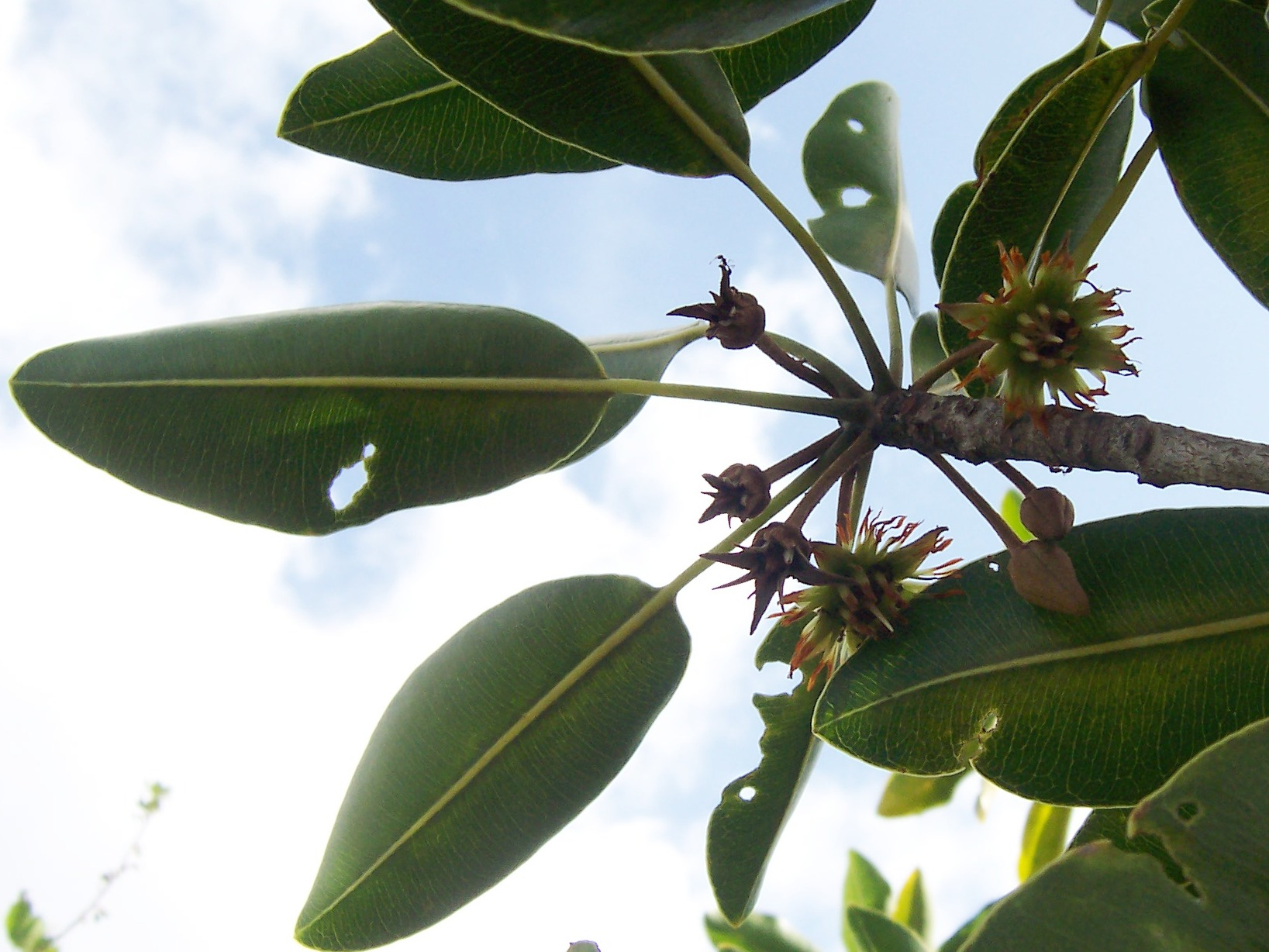
Cành với lá và hoa của Mimusops maxima.
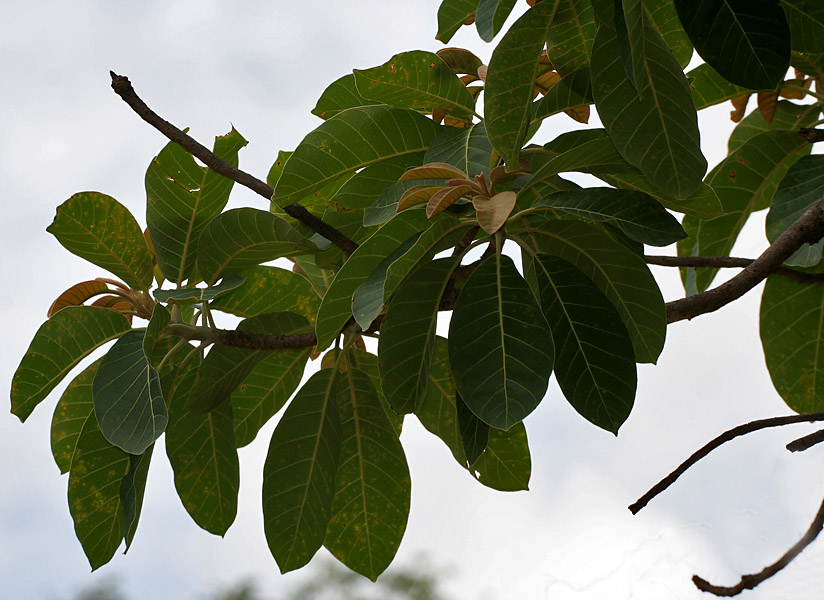
Lá của Madhuca longifolia var. latifolia.
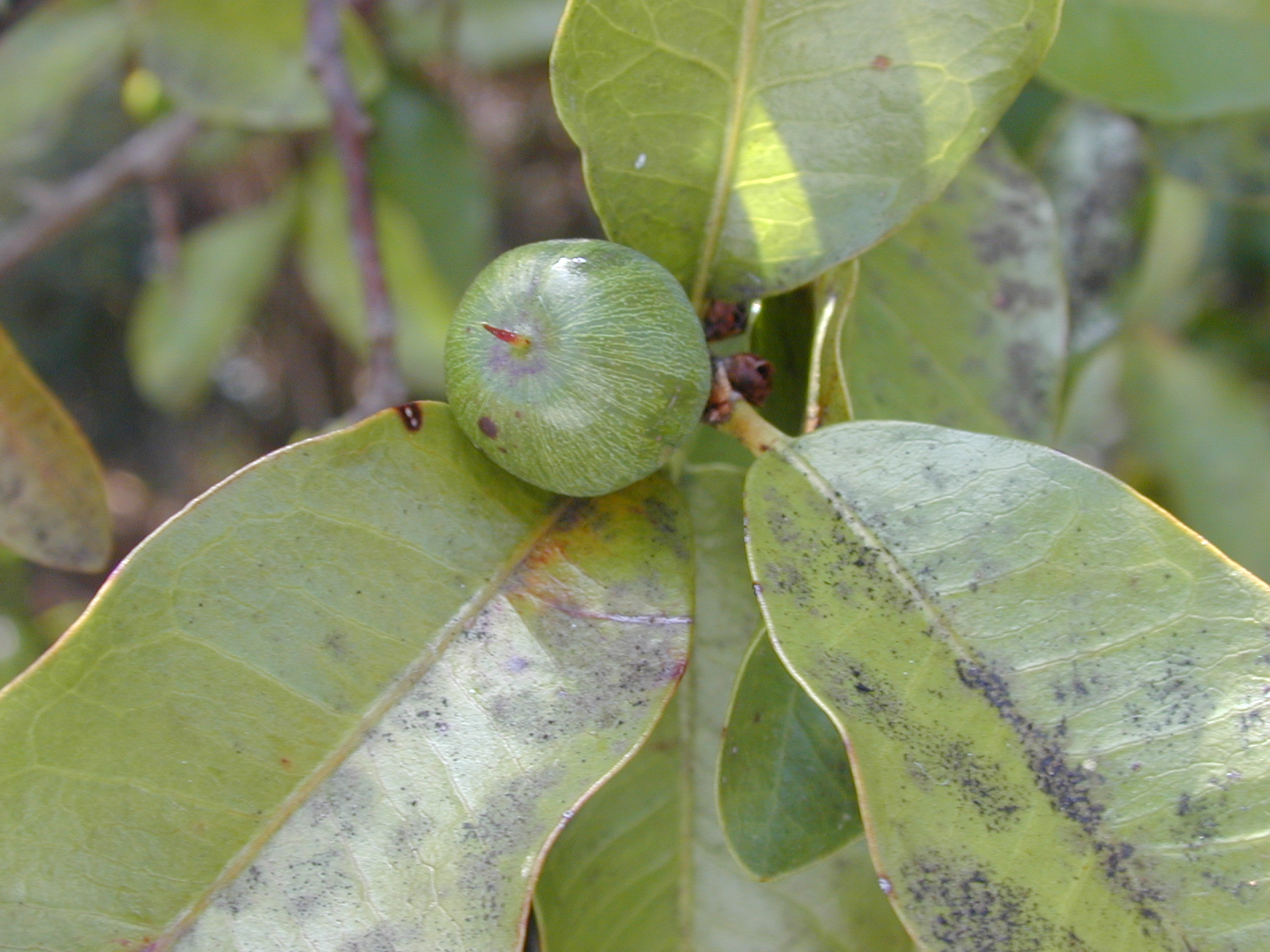
Lá và quả Sideroxylon persimile.
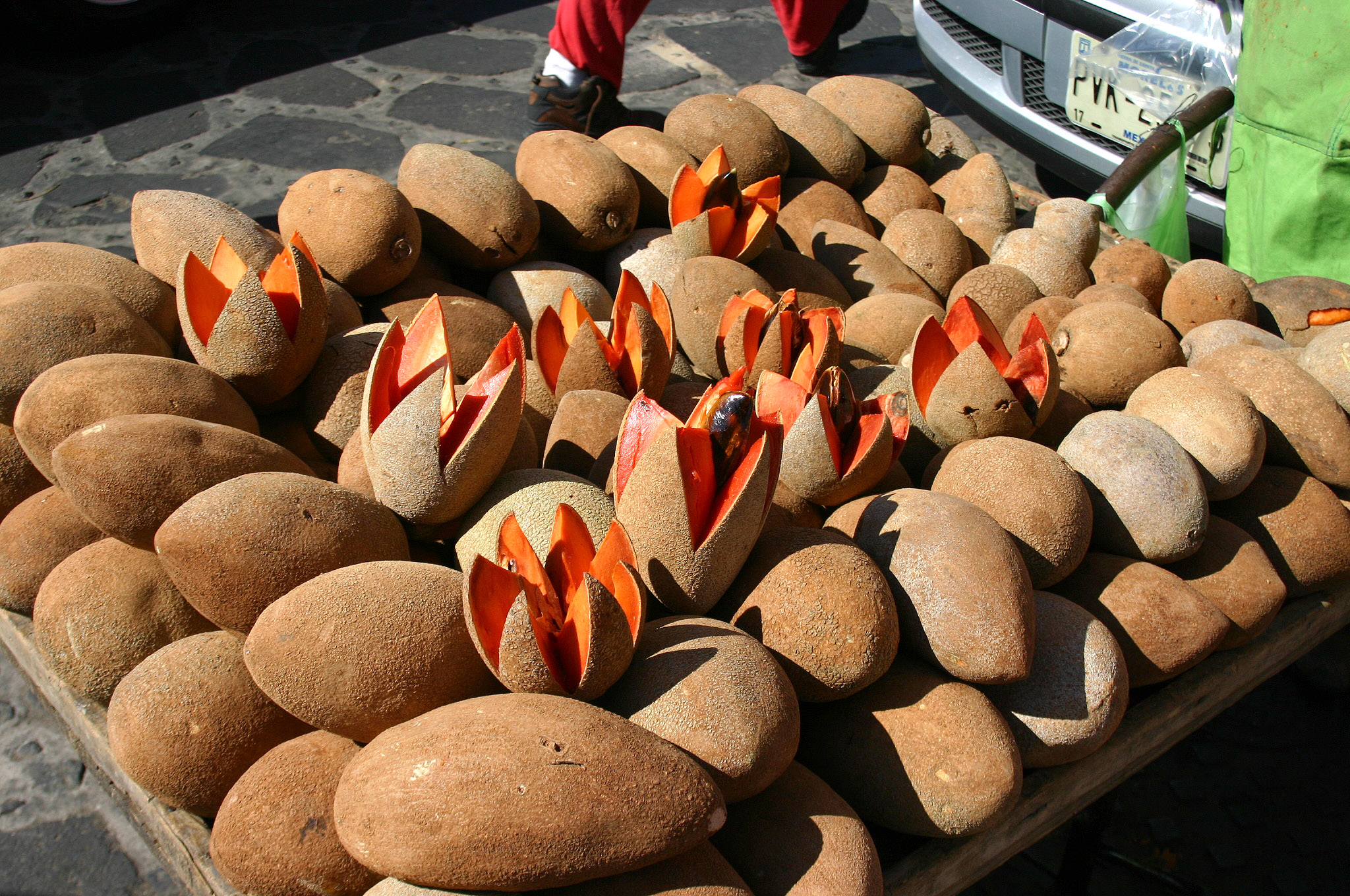
Quả Pouteria sapota bày bán tại chợ.
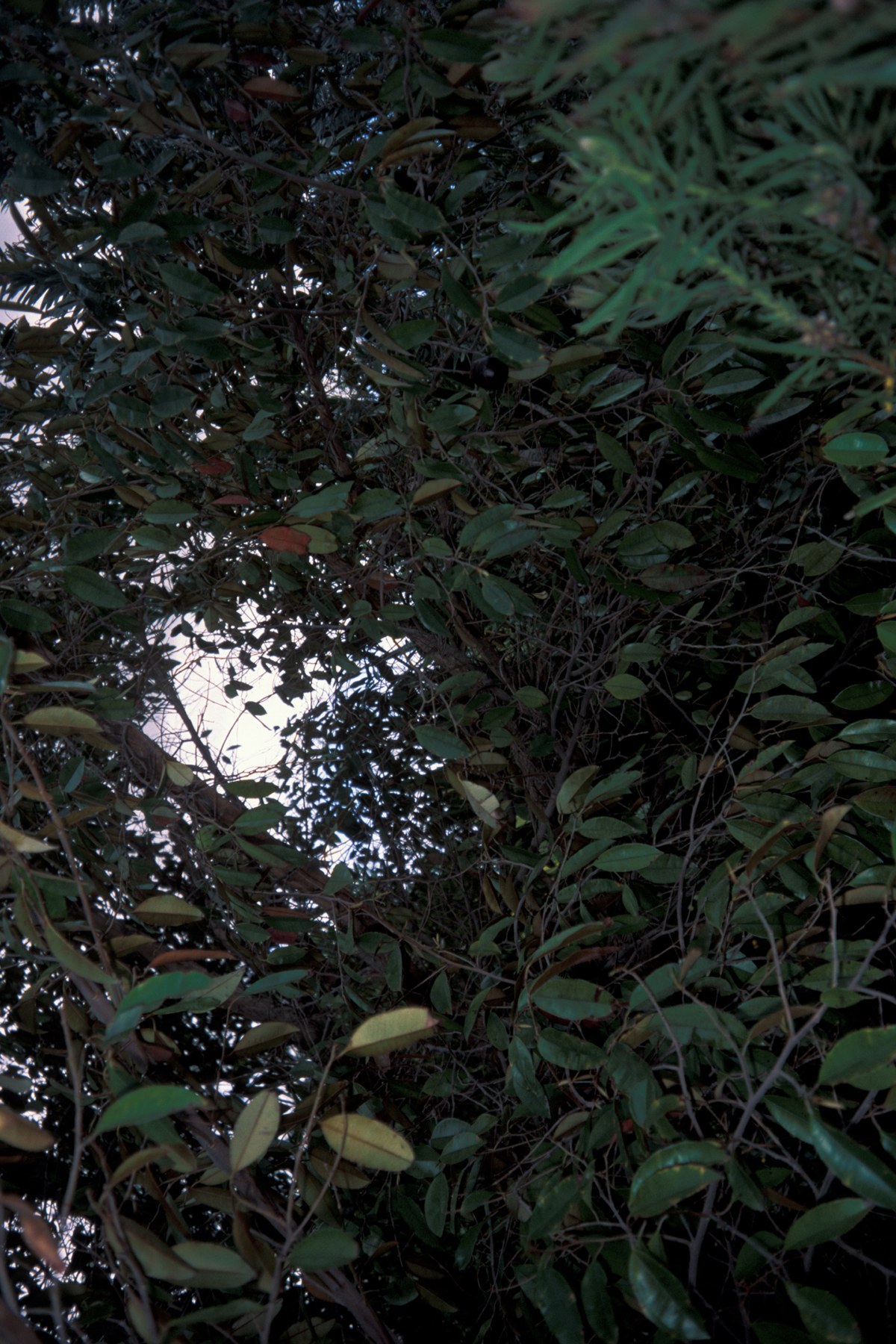
Môi trường sống của vú sữa (Chrysophyllum cainito).
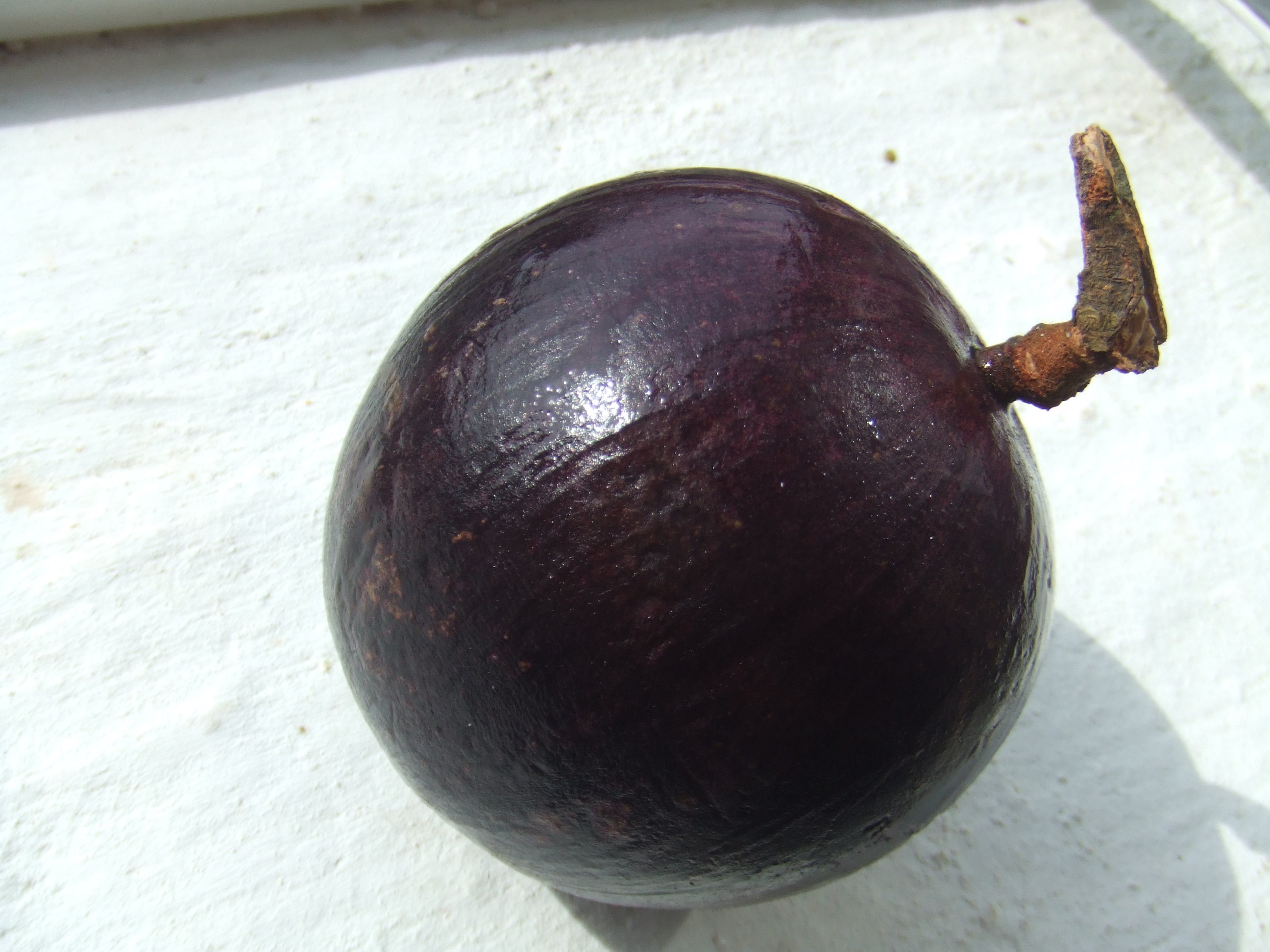
Chrysophyllum cainito.
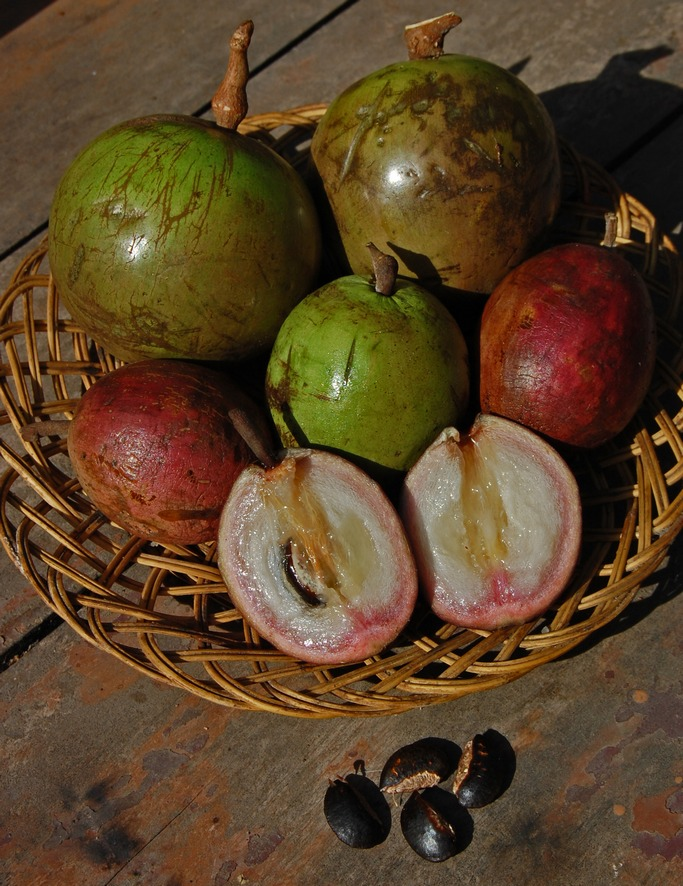
Quả của một giống cây trồng thuộc loài Chrysophyllum cainito tại Lumajang ở miền đông Java, Indonesia.